# Spiders de Rouen
Les Spiders de Rouen sont une équipe de roller in line hockey qui évolue en Ligue nationale pour la saison 2023-2024.

## Palmarès
- Ligue Élite[2] :
  - Premier du championnat 2012, éliminé en demi finale des Play Off
  - Demi-finaliste : 2001[3]. A évolué dans cette division pendant 9 ans.
- Nationale 1 : après 2006.
  - Finaliste 2006, 2023
  - Vainqueur 2009
  - Troisième 2016

- Nationale 2[4] :
  - Finaliste : 2006

- Coupe de France
  - Quart de Finaliste contre Grenoble Vainqueur 2017
  - Final Four 2012
  - Finaliste : 2004, 2005
  - Demi-finaliste : 2001, 2003, 2024